# Kenyapotamus
Kenyapotamus є можливим предком живих бегемотів, які жили приблизно 16–8 мільйонів років тому в епоху міоцену. Його назва свідчить про те, що його скам'янілості вперше були знайдені на території сучасної Кенії.
Хоча про Kenyapotamus мало що відомо, його зубний малюнок був схожий на зуби роду Xenohyus, європейської свині з раннього міоцену. Це змусило деяких вчених зробити висновок, що гіпопотами були найбільш тісно пов'язані з сучасними пекарі та свинями.
Останні молекулярні дослідження показали, що бегемоти більш тісно пов’язані з китоподібними, ніж з іншими парнокопитними. Морфологічний аналіз викопних парнокопитних і китів, який також включав Kenyapotamus, рішуче підтвердив зв’язок між бегемотами та анатомічно подібною родиною Anthracotheriidae. Два архаїчні кити (Pakicetus і Artiocetus) утворили сестринську групу клади гіпопотамід-антракотеріїд, але цей зв’язок мало підтверджений.